# Baselard

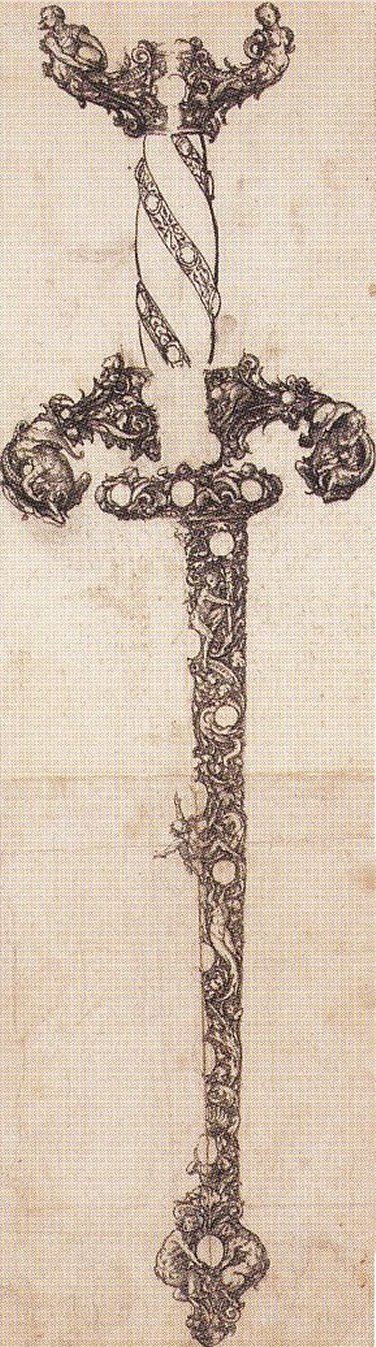
Okucie baseladu i jego pochwy wykonane przez Hansa Holbeina.

Baselard, basilard – rodzaj średniowiecznego puginału zazwyczaj wykonanego w całości z jednego kawałka stali. 
Charakteryzował się rękojeścią w kształcie litery I o grubym jelcu i głowicy. Obosieczna głownia (niemal tak szeroka u nasady, jak u cinquedy) zwężała się symetrycznie ku końcowi.